# Austin Butler
Austin Robert Butler (ur. 17 sierpnia 1991 w Anaheim) – amerykański aktor, piosenkarz i model. Laureat Złotego Globu oraz nagrody BAFTA za tytułową rolę w muzycznym filmie biograficznym Elvis (2022).
Butler rozpoczął karierę w telewizji, najpierw od ról w Disney Channel i Nickelodeon, a później w serialach dla nastolatków, w tym w The CW Druga szansa (2010–2011) i ABC Family Switched at Birth (2011–2011). Wystąpił w roli Peytona Leverette’a w filmie Boska przygoda Sharpay (2011). Zdobył uznanie za rolę w serialach – Pamiętniki Carrie (2013–2014) i Kroniki Shannary (2016–2017).

## Życiorys

### Wczesne lata
Urodził się w Anaheim w stanie Kalifornia jako syn Lori Anne (z domu Howell) i Davida Butlera. Jego rodzina była pochodzenia angielskiego, a także miała korzenie irlandzkie, szkockie i walijskie. Jego starsza siostra, Ashley, wystąpiła razem z nim w Szkolnym poradniku przetrwania. Kiedy miał 13 lat, trafił do firmy zajmującej się aktorstwem w Hrabstwie Orange.
Butler uczęszczał do publicznej szkoły do 13 roku życia, zanim podjął domowe nauczanie i mając 15 lat zdał egzamin kończący szkołę średnią.
Jako 13–latek rozpoczął grę na gitarze, a na pianinie mając 16 lat. Jego zainteresowaniem są gitary, które kolekcjonuje. Uprawia także różne sporty takie jak koszykówka, piesze wycieczki czy jazda na rowerze.

### Kariera
Przez dwa sezony, od 1 października 2005 do 9 czerwca 2007, dał się poznać szerszej publiczności w roli Zippy’ego Brewstera w sitcomie dla młodzieży Nickelodeona Szkolny poradnik przetrwania. Wystąpił gościnnie w dwóch odcinkach serialu Disney Channel Hannah Montana jako Toby (2006) i w roli Dereka Hansona (2007). Można go było także dostrzec w serialach stacji Nickelodeon: iCarly (2007) w roli Jake’a Krandle’a i Zoey 101 (2008) w roli Jamesa Garretta. Ponadto pojawił się gościnnie w sitcomie Cartoon Network Co gryzie Jimmy’ego? (2008) w roli Lance’a, serialu Disney Channel Czarodzieje z Waverly Place (2010) jako George, dwóch odcinkach Jonas w Los Angeles (2010) w roli Stone’a Stevensa oraz serialu CBS CSI: Kryminalne zagadki Miami (2010) jako Josh Chapman.
W przygodowej komedii familijnej Obcy na poddaszu (2009) z Ashley Tisdale zagrał postać Jake’a Pearsona, który walczy o uratowanie wakacji i świata przed inwazją obcych. Za rolę Jordana Gallaghera, kuzyna Ruby (Alexa Vega), z którą nigdy nie dorastał w sitcomie ABC Family Ruby & The Rockits (2009) i jako Cody Dennis w serialu CBS Obrońcy (2010) był nominowany do nagrody Young Artist Award. W lutym 2010 dołączył do obsady serialu The CW Druga szansa jako Jones Mager. W muzycznej komedii romantycznej  z kanonu Disney Channel Original Movie Boska przygoda Sharpay (2010), spin-offie popularnego filmu Disneya High School Musical, z Ashley Tisdale zagrał jedną z głównych ról, Peytona Leverette’a. W serialu ABC Family Switched at Birth (2011–2012) grał postać Jamesa „Wilke’a” Wilkersona III, najlepszego przyjaciela Toby’ego Kennisha (Lucas Grabeel) i byłego chłopaka Daphne Vasquez (Katie Leclerc). W jednym z odcinków sitcomu NBC Jesteś tam, Chelsea? (2012) wystąpił w roli Luke’a.
W listopadzie 2013 jego zdjęcia ukazały się w magazynie „Wonderland”. W lipcu 2016 znalazł się na okładce meksykańskiej edycji magazynu dla nastolatków „Seventeen”. W 2018 zadebiutował na Broadwayu w roli Dona Parritta w sztuce Eugene’a O’Neilla Zimna śmierć nadchodzi u boku Denzela Washingtona.
Za rolę jednego z członków sekty Charlesa Mansona – Texa Watsona w komediodramacie Quentina Tarantino Pewnego razu... w Hollywood (2019) wraz z pozostałą częścią obsady zdobył nominację do Nagrody Gildii Aktorów Ekranowych w kategorii „wybitny występ zespołu aktorskiego w filmie kinowym”. 
W 2023 został laureatem Złotego Globu dla najlepszego aktora w dramacie filmowym oraz nagrody BAFTA dla najlepszego aktora pierwszoplanowego za występ w muzycznym filmie biograficznym Baza Luhrmanna Elvis, gdzie Butler wcielił się w tytułową rolę amerykańskiego piosenkarza Elvisa Presleya. Za tę kreację był także nominowany do Oscara, jednakże ostatecznie nie zdobył statuetki.

## Życie osobiste
W latach 2011–2019 spotykał się z aktorką Vanessą Hudgens. W grudniu 2021 związał się z modelką Kaią Gerber.

## Filmografia

### Filmy
- 2007: The Faithful jako Danny
- 2009: Obcy na poddaszu jako Jake Pearson
- 2010: Betwixt jako Cameron
- 2011: Boska przygoda Sharpay jako Peyton Leverette
- 2011: The Bling Ring jako Zack Garvey
- 2012: My Uncle Rafael jako Cody Beck
- 2019: Pewnego razu... w Hollywood jako Tex Watson
- 2022: Elvis jako Elvis Presley
- 2024: Diuna: Część druga jako Feyd-Rautha
- 2024: The Bikeriders jako Benjamin ''Benny'' Cross
- 2025: Złodziej z przypadku jako Hank Thompson

### Seriale
- 2005: Nieidealna jako jeden z uczniów
- 2005-2007: Szkolny poradnik przetrwania jako Lionel Scranton
- 2006: Hannah Montana jako Derek (gościnnie)
- 2007-2008: Zoey 101 jako Danny (gościnnie) oraz jako James Garrett (rola drugoplanowa)
- 2008: iCarly jako Jake Krandle (gościnnie)
- 2008: Co gryzie Jimmy’ego? jako Lance
- 2009: Ruby & The Rockits jako Jordan Gallagher
- 2009: Zeke i Luther jako Rutger Murdock
- 2010: Czarodzieje z Waverly Place jako George
- 2010: Jonas w Los Angeles jako Stone Stevens
- 2010: CSI: Kryminalne zagadki Miami jako Josh Chapman (gościnnie)
- 2010: Obrońcy jako Cody Dennis (gościnnie)
- 2010-2011: Druga szansa jako Jones Mager
- 2011: CSI: Kryminalne zagadki Nowego Jorku jako Benjamin Gold (gościnnie)
- 2011-obecnie: Switched at Birth jako James „Wilke” Wilkerson
- 2012: Jesteś tam, Chelsea? jako Luke (gościnnie)
- 2013: The Carrie Diaries jako Sebastian Kydd
- 2016: Kroniki Shannary jako Wil Ohmsford
- 2024: Władcy przestworzy jako Major Gale Cleven